# Меморіал жертвам депортації 1944 року

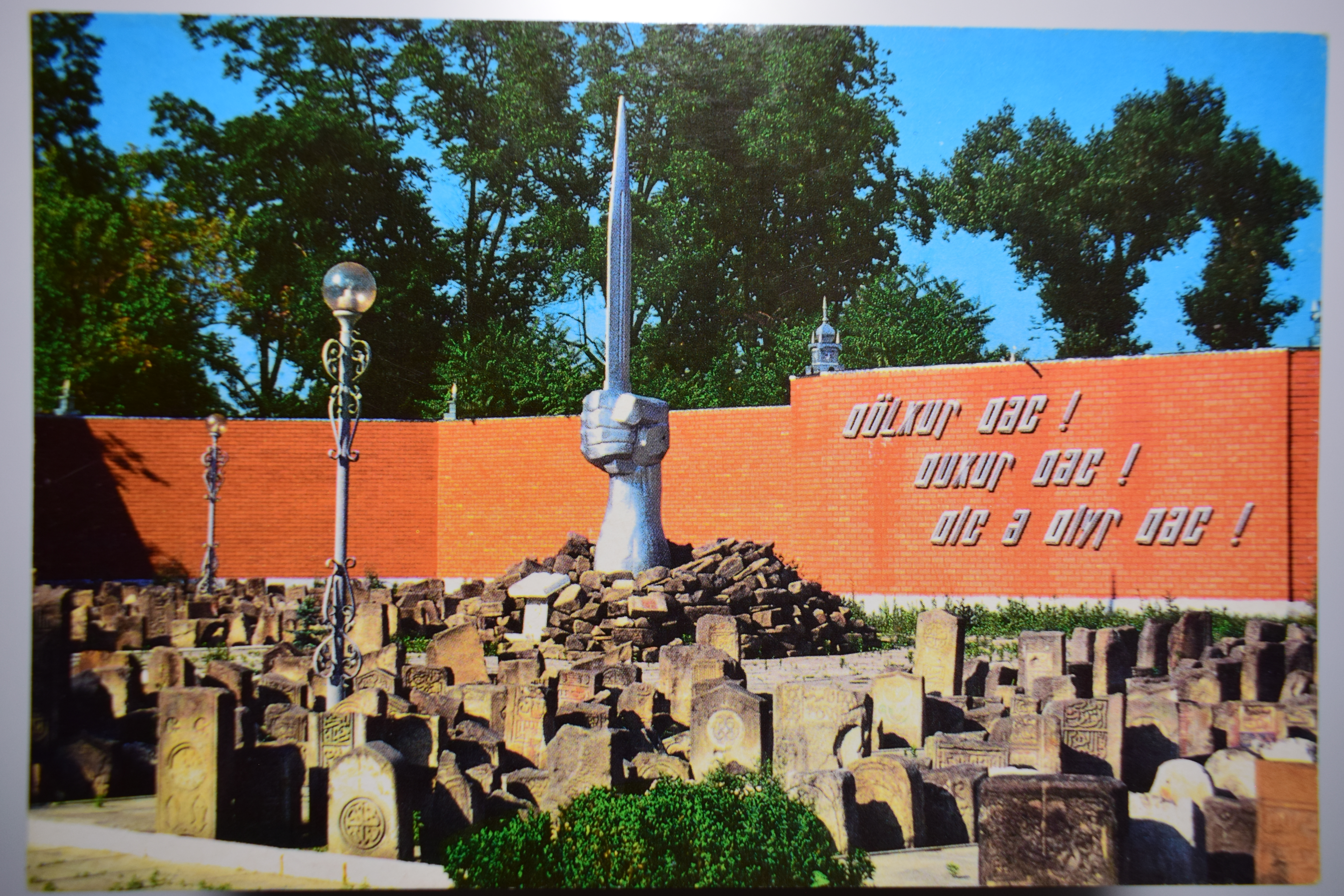
Поштова листівка із зображенням меморіалу.

Меморіал жертвам депортації 1944 року (чеч. 1944 шарахь дІабохийначеран хІоллам, рос. Мемориал жертвам депортации 1944 года) був меморіальним комплексом в центрі Грозного, столиці Чечні, побудований влітку 1992 року в пам'ять про жертви геноциду, вчиненого сталінським режимом проти чеченців під час і після їх насильницької депортації до Центральної Азію в лютому 1944 року.

Відновлений після руйнувань, отриманих в ході російсько-чеченської війни 1994–1996 років, він частково постраждав також в період кампанії 1999–2000 років і був повторно спотворений в 2008 року в спробі влади демонтувати його. На той момент, обурення правозахисників перед таким «варварством» і «вандалізмом» врятувало «єдиний по-справжньому чеченський пам'ятник міста» від повного демонтажу. Правда, при цьому, неминуче сприймається як символ незалежності, він був обнесений суцільний огорожею, абсолютно сховала його від очей.

Незважаючи на це, у лютому 2014 року, напередодні 70-ї річниці депортації, меморіальний комплекс було повністю демонтовано «за наказом згори». Надмогильні камені, що входили до його композицію, були перенесені на площу Ахмада Кадирова і встановлені поруч з монументом, зведеним на честь загиблих співробітників місцевої проросійської влади.